# Álgebra conmutativa
En álgebra abstracta, el álgebra conmutativa es el campo de estudio de los anillos conmutativos, sus ideales, módulos y álgebras. Es una materia fundacional tanto para la geometría algebraica como para la teoría algebraica de números. Los ejemplos destacados de anillos conmutativos incluyen los anillos polinómicos; anillos de enteros algebraicos, incluidos los enteros ordinarios {\displaystyle \mathbb {Z} }; y enteros p-ádicos.
Se considera que el fundador real de la materia, en la época en la que se llamaba teoría de ideales, es David Hilbert, quien al parecer pensó sobre esta cuestión (alrededor del año 1900) como un enfoque alternativo a la entonces de moda teoría de funciones complejas. Este enfoque sigue cierta "línea" de pensamiento que considera que los aspectos computacionales son secundarios respecto a los estructurales. El concepto adicional de módulo, presentado de alguna manera en el trabajo de Kronecker, es técnicamente un paso adelante si se compara con trabajar siempre directamente en el caso especial de los ideales. Este cambio se atribuye a la influencia de Emmy Noether.
Dado el concepto de esquema, el álgebra conmutativa es pensada, comprendida, de forma razonable, bien como la teoría local o bien como la teoría afín de la geometría algebraica.
El estudio general de anillos sin requerir conmutatividad se conoce como álgebra no conmutativa; es materia de la teoría de anillos, de la teoría de la representación y también de otras áreas como la teoría de las álgebras de Banach.

## Introducción
El álgebra conmutativa es esencialmente el estudio de los anillos que forman parte de la teoría algebraica de números y de la geometría algebraica.
En la teoría algebraica de números, los anillos de números enteros algebraicos son Dominio de Dedekind, que constituyen, por tanto, una clase importante de anillos conmutativos. Las consideraciones relacionadas con la aritmética modular han llevado a la noción de un anillo de valoración. La restricción de extensiones de cuerpo algebraico a subanillos ha llevado a las nociones de extensiones integrales y dominios integralmente cerrados, así como a la noción de ramificación de una extensión de anillos de valoración.
La noción de localización de un anillo (en particular la localización con respecto a un ideal primo, la localización que consiste en invertir un solo elemento y el anillo del cociente total) es una de las principales diferencias entre el álgebra conmutativa y la teoría de los anillos no conmutativos. Conduce a una clase importante de anillos conmutativos, los anillos locales que tienen un solo ideal máximo. El conjunto de los ideales principales de un anillo conmutativo está naturalmente equipado con una topología, la topología de Zariski. Todas estas nociones son muy utilizadas en geometría algebraica y son las herramientas técnicas básicas para la definición de la  teoría de esquemas, una generalización de la geometría algebraica introducida por  Grothendieck.
Muchas otras nociones de álgebra conmutativa son contrapartidas de las nociones geométricas que ocurren en la geometría algebraica. Este es el caso de la dimensión de Krull, descomposición primaria, anillos regulares, anillos de Cohen-Macaulay, anillos Gorenstein y muchas otras nociones.

## Historia
El tema, por primera vez conocido como teoría ideal, comenzó con el trabajo de Richard Dedekind sobre ideales, basado en el trabajo anterior de Ernst Kummer y Leopold Kronecker. Más tarde, David Hilbert introdujo el término "anillo" para generalizar el término anterior "anillo de números". Hilbert introdujo un enfoque más abstracto para reemplazar los métodos más concretos y orientados a la computación basados en cosas como el análisis complejo y la teoría invariante clásica. A su vez, Hilbert influyó fuertemente en Emmy Noether, quien reformuló muchos resultados anteriores en términos de una condición de cadena ascendente, ahora conocida como la condición Noetheriana. Otro hito importante fue el trabajo del alumno de Hilbert Emanuel Lasker, quien introdujo los ideales primarios y probó la primera versión del teorema de Lasker-Noether.
La figura principal responsable del nacimiento del álgebra conmutativa como materia madura fue Wolfgang Krull, quien introdujo las nociones fundamentales de localización y compleción de un anillo, así como el de anillos locales regulares. Estableció el concepto de la dimensión Krull de un anillo, primero para los anillos noetherianos antes de expandir su teoría para cubrir los anillos de valoración y los anillos Krull. Hasta el día de hoy, el teorema ideal principal de Krull se considera ampliamente como el teorema fundamental más importante del álgebra conmutativa. Estos resultados allanaron el camino para la introducción del álgebra conmutativa en la geometría algebraica, una idea que revolucionaría esta última materia.
Gran parte del desarrollo moderno del álgebra conmutativa enfatiza módulos. Tanto los ideales de un anillo R como las álgebras R son casos especiales de módulos R, por lo que la teoría de módulos abarca tanto la teoría ideal como la teoría de las extensiones de anillos. Aunque ya era incipiente en el trabajo de Kronecker, el enfoque moderno del álgebra conmutativa que usa la teoría de módulos generalmente se acredita a Krull y Noether.

## Herramientas y resultados principales

### Anillos noetherianos
En matemáticas, más concretamente en el área del álgebra moderna conocida como  teoría de anillos, un anillo noetheriano, llamado así por Emmy Noether, es un anillo en el que todo conjunto no vacío de ideales tiene un elemento maximal. Equivalentemente, un anillo es noetheriano si satisface la condición de cadena ascendente sobre ideales; es decir, dada cualquier cadena:
{\displaystyle I_{1}\subseteq \cdots I_{k-1}\subseteq I_{k}\subseteq I_{k+1}\subseteq \cdots }
existe un n tal que:
{\displaystyle I_{n}=I_{n+1}=\cdots }
Para que un anillo conmutativo sea noetheriano basta con que cada ideal primo del anillo esté finitamente generado. (El resultado se debe a I. S. Cohen.)
La noción de anillo noetheriano es de importancia fundamental tanto en la teoría de anillos conmutativos como en la de anillos no conmutativos, debido al papel que desempeña en la simplificación de la estructura ideal de un anillo. Por ejemplo, el anillo de enteros y el anillo de polinomios sobre un campo son anillos noetherianos y, en consecuencia, teoremas como el teorema de Lasker-Noether, el  teorema de la intersección de Krull y el teorema de la base de Hilbert son válidos para ellos. Además, si un anillo es noetheriano, entonces satisface la  condición de cadena descendente en ideales primos. Esta propiedad sugiere una teoría profunda de la dimensión de los anillos noetherianos que comienza con la noción de dimensión de Krull.

### Teorema de la base de Hilbert
Si R es un anillo noetheriano izquierdo (resp. derecho), entonces el anillo polinómico R[X] es también un anillo noetheriano izquierdo (resp. derecho).

El teorema de la base de Hilbert tiene algunos corolarios inmediatos:
1. Por inducción vemos que {\displaystyle R[X_{0},\dotsc ,X_{n-1}]} también será noetheriano.
2. Dado que cualquier variedad afín sobre {\displaystyle R^{n}} (es decir un locus-conjunto de una colección de polinomios) puede escribirse como el locus de un ideal {\displaystyle {\mathfrak {a}}\subset R[X_{0},\dotsc ,X_{n-1}]} y además como el locus de sus generadores, se deduce que toda variedad afín es el locus de finitamente muchos polinomios - es decir, la intersección de finitamente muchos hipersuperficies.
3. Si {\displaystyle A} es una álgebra {\displaystyle R} finitamente generada, entonces sabemos que {\displaystyle A\simeq R[X_{0},\dotsc ,X_{n-1}]/{\mathfrak {a}}}, donde {\displaystyle {\mathfrak {a}}} es un ideal. El teorema de la base implica que {\displaystyle {\mathfrak {a}}} debe ser finitamente generado, digamos {\displaystyle {\mathfrak {a}}=(p_{0},\dotsc ,p_{N-1})}, es decir, {\displaystyle A} es finitamente presentada.

### Descomposición primaria
Un ideal Q de un anillo se dice que es primario si Q es propio y siempre que xy ∈ Q, o bien x ∈ Q o bien yn ∈ Q para algún entero positivo n. En Z, los ideales primarios son precisamente los ideales de la forma (pe) donde p es primo y e es un entero positivo. Así, una descomposición primaria de (n) corresponde a representar (n) como la intersección de finitamente muchos ideales primarios.
El teorema de Lasker-Noether', dado aquí, puede verse como una cierta generalización del teorema fundamental de la aritmética:
Teorema de Lasker-Noether: 
Sea R un anillo noetheriano conmutativo y sea I un ideal de R. Entonces I puede escribirse como la intersecci'on de finitamente muchos ideales primarios con distintos radicales; es decir:
{\displaystyle I=\bigcap _{i=1}^{t}Q_{i}}
con Qi primario para todo i y Rad(Qi) ≠ Rad(Qj) para i ≠ j. Además, si:
{\displaystyle I=\bigcap _{i=1}^{k}P_{i}}
es la descomposición de I con Rad(Pi) ≠ Rad(Pj) para i ≠ j, y ambas descomposiciones de I son irredundantes (lo que significa que ningún subconjunto propio de {Q1, ... , Qt} o {P1, ... Pk} produce una intersección igual a I), t = k y (después de renumerar posiblemente el Qi) Rad(Qi) = Rad(Pi) para todo i.
Para cualquier descomposición primaria de I, el conjunto de todos los radicales, es decir, el conjunto {Rad(Q1), ..., Rad(Qt)} sigue siendo el mismo por el teorema de Lasker-Noether. De hecho, resulta que (para un anillo noetheriano) el conjunto es precisamente el primo asociado del módulo R/I; es decir, el conjunto de todos los aniquiladores de R/I (visto como un módulo sobre R) que son primos.

### Localización
La localización es una manera formal de introducir los "denominadores" a un anillo dado o a un módulo. Es decir, introduce un nuevo anillo/módulo a partir de uno ya existente de forma que esté formado por fracciones
{\displaystyle {\frac {m}{s}}}.
donde los denominadores s oscilan en un subconjunto dado S de R. El ejemplo arquetípico es la construcción del anillo Q' de los números racionales a partir del anillo Z de los números enteros.

### Compleción
Una compleción es cualquiera de los diversos funtores relacionados sobre anillos y módulos que dan lugar a  anillos topológicos y módulos completos. La compleción es similar a la localización, y juntas se encuentran entre las herramientas más básicas para analizar  anillos conmutativos. Los anillos conmutativos completos tienen una estructura más simple que los generales y se les aplica el lema de Hensel.

### Topología de Zariski sobre ideales primos
La topología de Zariski define una topología sobre el espectro de un anillo (el conjunto de los ideales primos). En esta formulación, los conjuntos cerrados de Zariski son los conjuntos
{\displaystyle V(I)=\{P\in \operatorname {Spec} \,(A)\mid I\subseteq P\}}
donde A es un anillo conmutativo fijo e I es un ideal.  Esto se define por analogía con la topología clásica de Zariski, donde los conjuntos cerrados en el espacio afín son los definidos por ecuaciones polinómicas . Para véase la conexión con la imagen clásica, nótese que para cualquier conjunto S de polinomios (sobre un campo algebraicamente cerrado), se deduce del Teorema de los ceros de Hilbert que los puntos de V(S) (en el sentido antiguo) son exactamente las tuplas (a1, ..., an) tales que (x1 - a1, ..., xn - an) contienen S; además, son ideales maximales y por la Nullstellensatz "débil", un ideal de cualquier anillo de coordenadas afín es maximal si y sólo si es de esta forma.  Por tanto, V(S) es "lo mismo que" los ideales maximales que contienen a S.  La innovación de Grothendieck al definir Spec fue sustituir los ideales maximales por todos los ideales primos; en esta formulación es natural generalizar simplemente esta observación a la definición de un conjunto cerrado en el espectro de un anillo.

## Conexiones con la geometría algebraica
El álgebra conmutativa (en forma de anillos polinomiales y sus cocientes, utilizados en la definición de variedades algebraicas) siempre ha formado parte de la geometría algebraica. Sin embargo, a finales de la década de 1950, las variedades algebraicas se incluyeron en el concepto de esquema de Alexander Grothendieck. Sus objetos locales son esquemas afines o espectros primos, que son espacios anillados localmente, que forman una categoría que es antiequivalente (dual) a la categoría de anillos unitales conmutativos, extendiendo la dualidad entre la categoría de variedades algebraicas afines sobre un cuerpo k, y la categoría de k reducido generado finitamente-álgebras. El encolado se realiza a lo largo de la topología de Zariski; se puede pegar dentro de la categoría de espacios anillados localmente, pero también, usando la incrustación de Yoneda, dentro de la categoría más abstracta de pre-oleadas de conjuntos sobre la categoría de esquemas afines. La topología de Zariski en el sentido de la teoría de conjuntos se reemplaza luego por una topología de Zariski en el sentido de la topología de Grothendieck. Grothendieck introdujo las topologías de Grothendieck teniendo en cuenta ejemplos más exóticos pero geométricamente más finos y más sensibles que la topología de Zariski, a saber, la topología étale y las dos topologías planas de Grothendieck: fppf y fpqc. Hoy en día algunos otros ejemplos se han vuelto prominentes, incluida la topología de Nisnevich. Además, las gavillas se pueden generalizar a pilas en el sentido de Grothendieck, generalmente con algunas condiciones de representabilidad adicionales, lo que lleva a pilas de Artin e, incluso más finas, pilas de Deligne-Mumford, ambas a menudo llamadas pilas algebraicas.